# Ungarn-Jahrbuch
Das Ungarn-Jahrbuch (UJb) wurde 1969 von Georg Stadtmüller (1909–1985) im Rahmen des Ungarischen Instituts München als internationale Zeitschrift für die Kunde Ungarns und verwandte Gebiete begründet.
Die Zeitschrift kam von Band 1 (1969) bis Band 6 (1974/1975) im Verlag v. Hase & Koehler, Mainz, von Band 7 (1976) bis 18 (1990) im Verlag Dr. Dr. Rudolf Trofenik, München, heraus. Ab Band 19 (1991) oblagen die verlegerischen Aufgaben dem Verlag Ungarisches Institut München, der für den Vertrieb der gesamten Produktion zuständig war. Als Herausgeber und Redakteure zeichnen die Mitarbeiter des Ungarischen Instituts München verantwortlich. Sie werden von einem 15-köpfigen internationalen Herausgeberausschuss unterstützt. Ab Band 26 (2002/2003) lautet der Untertitel Zeitschrift für interdisziplinäre Hungarologie.
Das Ungarn-Jahrbuch macht einschlägige Arbeiten ungarischer und nichtungarischer Autoren über die Geschichte, Kultur, Politik, Gesellschaft und Wirtschaft Ungarns sowie der mit Ungarn über mannigfaltige Beziehungen verbundenen Räume in deutscher oder einer anderen westlichen Sprache der internationalen Fachwelt zugänglich.
Es fördert die grenzüberschreitende Zusammenarbeit zwischen den verschiedenen Zweigen der interdisziplinären Regionalwissenschaft Hungarologie. Sein zeitlicher Rahmen erstreckt sich vom Mittelalter bis in die Gegenwart. Es besteht aus den Rubriken Abhandlungen, Forschungsberichte, Mitteilungen, Vorträge, Besprechungen sowie Chronik.
Eine weitere Publikationsreihe des Ungarischen Instituts München ist die Studia Hungarica.
Die verlegerische Betreuung der beiden Reihen ist – einschließlich der Verwaltung der Fortsetzungs-, Tausch- und Belegexemplare – ab Band 33 des Ungarn-Jahrbuch und Band 53 der Studia Hungarica auf den Verlag Friedrich Pustet, Regensburg, übergegangen. Für den Vertrieb und den Tausch der Bände 1–32 des Ungarn-Jahrbuch und 1–52 der Studia Hungarica ist weiterhin der Verlag Ungarisches Institut München zuständig.